# Microporus shiromai
Microporus shiromai är en insektsart som beskrevs av Richard C. Froeschner 1977. Microporus shiromai ingår i släktet Microporus och familjen taggbeningar. Inga underarter finns listade i Catalogue of Life.